# Leslie Charteris
Pour les articles homonymes, voir Charteris.
Œuvres principales
- Série Simon Templar

Leslie Charteris, né Leslie Charles Bowyer-Yin le 12 mai 1907 à Singapour et mort le 15 avril 1993 à Windsor en Angleterre, est un auteur de romans policiers et scénariste britannique pour moitié d'origine chinoise dont la création la plus connue demeure le personnage de Simon Templar, dit le Saint.

## Biographie
Leslie Charteris, né à Singapour d'une mère anglaise et d'un père chinois qui prétendait faire remonter ses ancêtres à la dynastie Shang, mène une enfance tumultueuse et vagabonde avant d'être envoyé vers 11 ans en Angleterre pour parfaire son éducation dans les meilleures écoles.
À cette époque, il a déjà pris l'habitude de rédiger des nouvelles et des ébauches de roman. Lors de sa première année d'études au King's College de Cambridge, il envoie son premier texte achevé à un éditeur, qui l'accepte. Il abandonne aussitôt l'université et se lance dans une carrière de romancier. Dans un premier temps, il n'arrive pas à vivre de sa plume, ce qui le contraint à des travaux comme manutentionnaire, barman, conducteur de bus, mineur ou guide touristique.
L'éditeur Monty Haydon l'engage pour travailler au magazine The Thriller. Il y publie « Story of a Dead Man », nouvelle dont le héros est l'inspecteur Teal, futur adversaire du Saint.
En 1926, il adopte légalement le nom Leslie Charteris.
Dans son troisième roman, Meet the Tiger, publié en 1928 chez Hodder & Stoughton, apparaît pour la première fois Simon Templar dit « le Saint ». Le succès populaire est immédiat. Mais Leslie Charteris est mécontent de son œuvre, et considère que c'est avec le roman suivant Enter the Saint publié en 1930 que son personnage fait ses véritables débuts.
À partir de 1933, Charteris séjourne de plus en plus souvent aux États-Unis et, lorsque la Seconde Guerre mondiale éclate, il choisit de vivre à New York. Il devient citoyen américain en 1946.
Dans les années 1940, Charteris adapte pour la BBC, Les Aventures de Sherlock Holmes avec Basil Rathbone et Nigel Bruce. Or, l'auteur délaisse fréquemment sa table de travail pour s'attarder aux comptoirs des bars. Dès les années 1950, son éditeur trouve une parade à cette mauvaise habitude en proposant à l'écrivain de faire rédiger des nouvelles et des romans de la série du Saint par des nègres littéraires, faisant du nom de Leslie Charteris un pseudonyme collectif (en anglais : house name (en)). La trame littéraire perd alors de son unité : l'insolence amorale d'origine embrasse peu à peu un moralisme réactionnaire appuyé. De fait, dans les années 1960, les producteurs et scénaristes de la série télévisée ont mieux su conserver le mélange de légèreté, d'aventures et de violence qui avait fait le charme de la série à ses débuts.
Mécontent des adaptations cinématographiques faites aux États-Unis de 1938 à 1954 avec Louis Hayward, George Sanders et Hugh Sinclair, Leslie Charteris ne veut plus vendre les droits. Il cède en 1960 pour le film de Jacques Nahum Le Saint mène la danse, avec Félix Marten. Il déteste le film et en fait interdire la diffusion dans les pays de langue anglaise.
En 1962, il accepte de rencontrer les producteurs Robert S. Baker et Monty Norman et donne son accord pour la série avec Roger Moore, acteur auquel Charteris a refusé de donner les droits de Simon Templar quelques années plus tôt, le comédien qui, ayant détecté le potentiel des romans,  voulait se lancer dans la production.
Pour la série, Leslie Charteris garde un droit de regard sur les scripts des épisodes qui doivent lui être soumis en tant que consultant.
En 1966, il cède les droits du roman Le Saint prend l'affût qui est réalisé par Christian-Jacque avec Jean Marais dans le rôle-titre. Devant le résultat qui le consterne, il prend la décision de ne plus jamais accorder à un metteur en scène français les droits d'adaptation de son œuvre. Il reviendra partiellement sur cette décision en laissant la chaîne française M6 coproduire avec le Royaume-Uni et le Canada en 1989 une nouvelle version télévisée avec Simon Dutton dans laquelle les réalisateurs français Dennis Berry et Paolo Barzman signeront chacun un épisode, incluant de nombreux comédiens français.
Jusqu'à sa mort en 1993, Leslie Charteris travaille avec Robert S. Baker sur les adaptations de son personnage, à une seule exception, le téléfilm The Saint in Manhattan avec Andrew Clarke en 1987, qu'il dit n'avoir jamais vu car il ne fut pas projeté au Royaume-Uni et qu'on ne lui envoya pas de copie. Il suivit donc les six saisons de la série avec Roger Moore de 1962 à 1969, la série avec Ian Ogilvy  en 1978 pour laquelle il accepte de jouer un figurant dans l'épisode "Le voilier", et enfin la série avec Simon Dutton en 1989. Il accepte de rencontrer Simon Dutton mais refuse de croire qu'il se prénomme ainsi car la mère du comédien adorait les romans du Saint.

## Vie privée
- Marié avec Pauline Schishkin (1931-1937), divorcé, un enfant.
- Remarié avec Barbara Meyer (1938-1943), divorcé.
- Remarié avec Elizabeth Borst (1943-1951), divorcé.
- Remarié avec l'actrice Audrey Long en 1952, qui fut sa dernière épouse jusqu'à sa mort.